# Gnose
Gnose é o substantivo grego comum para conhecimento (γνῶσις, gnōsis, f.). O termo é usado em várias religiões e filosofias helenísticas. É mais conhecido do gnosticismo, em que significa um conhecimento espiritual ou percepção da verdadeira natureza da humanidade como divina, levando à libertação da centelha divina dentro da humanidade das restrições da existência terrena.

## Etimologia
Gnose é um substantivo grego feminino que significa "conhecimento" ou "consciência". Ele é frequentemente usado para o conhecimento pessoal em comparação com o conhecimento intelectual (εἴδειν eídein), assim em línguas latinas como o português conhecer comparado com saber, o alemão kennen em vez de wissen, ou o grego moderno γνωρίζω em comparação com ξξω.
O substantivo deriva do verbo gignósko, que significa conhecer. Gnose é conhecimento superior, interno, espiritual, iniciático. No grego clássico e no grego popular, koiné, seu significado é semelhante ao da palavra epistéme. Em filosofia, epistéme significa “conhecimento científico” em oposição a “opinião”, enquanto gnôsis significa conhecimento em oposição a “ignorância”, chamada de ágnoia.

Um termo relacionado é o adjetivo gnostikos, "cognitivo", um adjetivo razoavelmente comum no grego clássico. Os termos não parecem indicar nenhum significado místico, esotérico ou oculto nas obras de Platão, mas, em vez disso, expressam uma espécie de inteligência superior e capacidade análoga ao talento.
Estrangeiro: Desse modo, então, divida toda a ciência em duas artes, chamando uma de prática (praktikos) e a outra puramente intelectual (gnostikos).

Jovem Sócrates: Suponhamos que toda ciência é uma e que essas são suas duas formas.

―Platão, Político, 258e
Na era helenística, o termo foi associado aos cultos dos mistérios.
Nos Atos de Tomé, traduzidos por G. R. S. Mead, os "movimentos de gnose" também são chamados de "movimentos reais".
Irineu usou a frase "conhecimento assim falsamente chamado" (pseudonymos gnosis, de 1 Timóteo 6:20) para o título de seu livro Sobre a Detecção e Destruição do Falso Conhecimento, que contém o adjetivo gnostikos, que é a fonte para o termo do século XVII "gnosticismo".

## Comparação com epignose
A diferença e o significado de epignose (em grego:  έπἱγνωσις) em contraste com a gnose é contestada. Uma distinção proposta é entre o conhecimento abstrato ou fragmentado (gnosis) e um conhecimento mais claro ou preciso (epignosis). Outras interpretações sugerem que II Pedro está se referindo a uma "epignose de Jesus Cristo", o que J. B. Lightfoot descreveu como um "conhecimento maior e mais completo". A conversão ao cristianismo é vista como evidência do conhecimento mais profundo que protege contra a falsa doutrina.

## Gnosticismo
O gnosticismo se originou no final do século I d.C. em seitas judaicas não rabínicas e entre os primeiros cristãos. Na formação do Cristianismo, vários grupos sectários, rotulados de "gnósticos" por seus oponentes, enfatizaram o conhecimento espiritual (gnosis) da centelha divina interior, sobre a fé (pistis) nos ensinamentos e tradições das várias comunidades de cristãos. O gnosticismo apresenta uma distinção entre o Deus mais elevado e incognoscível e o Demiurgo, "criador" do universo material. Os gnósticos consideravam que a parte mais essencial do processo de salvação era esse conhecimento pessoal, em contraste com a fé como um aspecto na visão de mundo deles junto com a fé na autoridade eclesiástica.
No gnosticismo, a serpente bíblica no Jardim do Éden era elogiada e agradecida por trazer conhecimento (gnosis) a Adão e Eva e, assim, libertá-los do controle do malévolo Demiurgo. As doutrinas gnósticas cristãs baseiam-se em uma cosmologia dualística que implica o conflito eterno entre o bem e o mal, e uma concepção da serpente como o salvador libertador e doador de conhecimento à humanidade em oposição ao Demiurgo ou deus criador, identificado com o Deus hebreu do Antigo Testamento. Os cristãos gnósticos consideravam o Deus hebreu do Antigo Testamento como o falso deus, mau e criador do universo material, e o Deus desconhecido do Evangelho, o pai de Jesus Cristo e criador do mundo espiritual, como o Deus verdadeiro e bom. Eles eram considerados hereges pelos Padres da Igreja Primitiva proto-ortodoxa.
No mandaísmo, o conceito de manda ("conhecimento", "sabedoria", "intelecto") é aproximadamente equivalente ao conceito gnóstico de gnose.

## Uso judaico-cristão

### Literatura judaica helenística
A palavra grega gnosis (conhecimento) é usada como uma tradução padrão da palavra hebraica "conhecimento" (דעת da'ath) na Septuaginta, assim:
O Senhor dá sabedoria [ħokhma] (sophia), de sua face advém conhecimento [da'ath] (gnosis) e entendimento [tevuna] (synesis)"

―Provérbios 2:6
Fílon também se refere ao "conhecimento" (gnosis) e "sabedoria" (sophia) de Deus.

### Literatura patrística
Os Padres da Igreja usavam a palavra gnosis (conhecimento) para significar conhecimento espiritual ou conhecimento específico do divino. Esse uso positivo era para contrastá-lo com a forma como os sectários gnósticos usavam a palavra. Cardiognose ("conhecimento do coração") do cristianismo oriental era relacionada à tradição do starets e na teologia católica romana é a visão de que somente Deus conhece a condição de nosso relacionamento com Deus.

### Pensamento ortodoxo oriental
Gnose no pensamento cristão ortodoxo (principalmente ortodoxo oriental) é o conhecimento espiritual de um santo (aquele que obteve theosis) ou ser humano misticamente iluminado. Dentro das culturas de proveniência do termo (Bizantina e Helênica), gnose era um conhecimento ou intuição do infinito, divino e incriado em todos e acima de tudo, ao invés de conhecimento estritamente no mundo finito, natural ou material. Gnose é compreensão transcendental bem como entendimento maduro. Indica conhecimento experiencial espiritual direto e intuitivo, místico ao invés do pensamento racional ou raciocinado. A própria gnose é adquirida através da compreensão à qual se pode chegar por meio da experiência interna ou contemplação, como uma epifania interna da intuição, e epifania externa, como a teofania.
Na Filocália, é enfatizado que tal conhecimento não é um conhecimento secreto, mas sim uma forma de conhecimento amadurecida e transcendente derivada da contemplação (theoria resultante da prática do hesicasmo), uma vez que o conhecimento não pode ser verdadeiramente derivado do conhecimento, mas sim, o conhecimento só pode ser derivado de theoria (testemunhar, ver (visão) ou experiência). O conhecimento, portanto, desempenha um papel importante em relação à theosis (deificação/relação pessoal com Deus) e theoria (revelação do divino, visão de Deus). A gnose, como o uso adequado da faculdade espiritual ou noética, desempenha um papel importante na teologia cristã ortodoxa. Sua importância na economia da salvação é discutida periodicamente na Filocália, onde, como conhecimento pessoal direto de Deus (noesis), é distinto do conhecimento epistemológico comum (episteme—isto é, filosofia especulativa).

## Islamismo

### Sufismo
Conhecimento ou gnose no sufismo se refere ao conhecimento de Si Mesmo e de Deus. O gnóstico é chamado al-arif bi'lah ou "aquele que conhece por Deus". O objetivo do praticante sufi é remover os obstáculos internos ao conhecimento de Deus. Sufismo, entendido como a busca pela Verdade, é buscar a existência separada do Si Mesmo para ser consumido pela Verdade, como afirma o poeta Sufi Mansur al-Hallaj, que foi executado por dizer "Eu sou a Verdade" (ana'l haqq).